# Bialetti Industrie
Bialetti Industrie S.p.A  est une entreprise italienne spécialisée dans le petit électroménager et les instruments de couture.

## Histoire
Le groupe industriel naît en 1998 à la suite de la fusion de Rondine Italia de Coccaglio (province de Brescia), qui fabrique des faitouts  en aluminium  et la société  Alfonso Bialetti & C. de Crusinallo (province de Verbania), productrice de la célèbre cafetière Moka.
Il intègre les entreprises Pres-metal Casalinghi en 2000 et Gb-Guido Bergna en 2001.
En 2005, Bialetti Industrie absorbe Girmi (producteur de petite électroménager) et CEM (entreprise  turque de  couture) puis, en 2006, l'aciérie Aeternum.
L'entreprise entre à la bourse de Milan en 2007.

## Sites de production
- Coccaglio (italie)
- Izmit (Turquie)
- Ploiești (Roumanie)